# 뺨

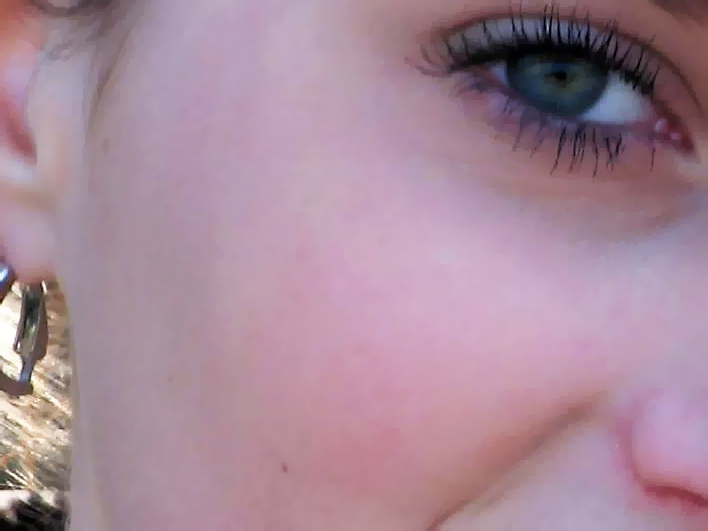
뺨

뺨은 눈 아래, 또 코와 귀 좌우 사이에 위치한 얼굴의 일부를 이룬다. 사람의 경우, 뺨은 볼신경(협신경)에 분포되어 있다. 뺨 안쪽과 이와 잇몸 사이를 볼주머니(buccal pouch)라 부르며 입의 일부를 이룬다.
뺨은 사람과 다른 젖먹이짐승에게 살이 있으며 살갗은 턱과 아래턱에 달려있다.

## 구조

### 인간
인간의 뺨은 살이 많고 피부는 턱에 매달려 있으며 인간 입의 측면 벽을 형성하며 눈 아래 광대뼈에 눈에 띄게 닿는다. 뺨 안쪽에는 점막(구강 점막의 일부)이 늘어서 있다.
씹는 동안 볼과 볼 사이의 혀는 치아 사이에 음식을 유지하는 역할을 한다.

### 다른 동물
볼은 외부는 털이 많은 피부로 덮여 있고, 내부는 중층 편평 상피로 덮여 있다. 이것은 대부분 부드럽지만 꼬리 방향의 유두가 있을 수 있다(예: 반추동물의 경우). 점막은 상하 그룹으로 배열된 협측선으로부터 분비물을 공급받는다. 육식동물의 경우 상부 협측샘은 크고 분리되어 있다. (즉 광대뼈샘이다.) 씹는 동안 볼과 볼 사이의 혀는 치아 사이에 음식을 유지하는 역할을 한다.
다람쥐나 햄스터와 같은 일부 동물은 협측 주머니를 사용하여 음식이나 기타 물건을 운반한다.
일부 척추동물에서는 뺨 부분, 특히 눈 바로 아래에 있는 무늬가 종종 종이나 개체를 구별하는 중요한 특징으로 사용된다.

## 같이 보기
- 얼굴
- 볼키스
- 전염성 홍반
- 광대뼈
- 전염성 홍반
- 광대뼈